# آدم بلوك
آدم بلوك (بالإنجليزية: Adam Block) هو صحفي أمريكي، ولد في 7 فبراير 1951، وتوفي في 27 يناير 2008.